# Cupha fumosa
Cupha fumosa är en fjärilsart som beskrevs av Grose-smith 1897. Cupha fumosa ingår i släktet Cupha och familjen praktfjärilar. Inga underarter finns listade i Catalogue of Life.